# Paracentropus cyrus
Paracentropus cyrus är en fjärilsart som beskrevs av Brandt 1938. Paracentropus cyrus ingår i släktet Paracentropus och familjen nattflyn. Inga underarter finns listade i Catalogue of Life.